# Murmåra
Murmåra (Galium murale) är en måreväxtart som först beskrevs av Carl von Linné, och fick sitt nu gällande namn av Carlo Allioni. Enligt Catalogue of Life ingår Murmåra i släktet måror och familjen måreväxter, men enligt Dyntaxa är tillhörigheten istället släktet måror och familjen måreväxter. Arten förekommer tillfälligt i Sverige, men reproducerar sig inte. Inga underarter finns listade i Catalogue of Life.